# Фаетон
Фаетон в древногръцката митология е син на Хелиос и океанидата Климена, а според други версии – на розовопръстата богиня на зората Еос от Кефал или Титон.
Името Фаетон, от което впоследствие произлиза това на популярните през 19. век конни коли-файтони, се използва и като епитет на Хелиос, докато използваният за охарактеризиране на този бог епитет Феб (свързан с Феба), по-късно даден и на Аполон – друго слънчево божество.

## Легенда
За да убеди приятелите си, че е син на Хелиос, Фаетон измолва от него обещание, че ще му изпълни 1 желание, каквото и да е то, и поисква за 1 ден златната му колесница, с която, според митологията, шества по небето. Хелиос неохотно му я дава, но резултатите са катастрофални – Фаетон изпада в паника, губи контрол над белите коне, впрегнати във возилото и твърде много доближава земната повърхност, при което възникват мащабни пожари. В самото небе (отъждествявано със звездното небе, поради непознаване на действителните граници на атмосферата), от следата на подпалилата се огнена колесница, „изниква“ Млечния път (или по скоро видимата от Земята част от тази галактика, от която е част Слънчевата система), а на на Земята Африка (според представите за нея, като част от ойкумене) е превърната в пустиня. Тъй като и водите по цял свят закипяват, всичко живо е заплашено с унищожение, обаче Зевс поразява със светкавица конете (те оцеляват и за връщането им се погрижват ериниите), колесницата и Фаетон и така спасява света.

Фаетон явно умира и изглежда е съвсем изпепелен. Майка му, Климена, дълго търси праха му по земята, докато не намира на брега на река Еридан, опечалените сестри на Фаетон, хелиадите (дъщерите на Хелиос), чиито безспирни сълзи се превръщат, според легендата, в кехлибар. Освен неговата „повява“ митът обяснява и тази на плачещи върби – в това растение те са преобразени от Зевс младите богини, за да ги направи по-малко шумни във вечния им плач.